# Pavel Rychetský
Pavel Rychetský (ur. 17 września 1943 w Pradze) – czeski prawnik i polityk, sygnatariusz Karty 77, wicepremier (1990–1992, 1998–2003), od 2003 prezes Sądu Konstytucyjnego.

## Życiorys
Pavel Rychetský ukończył w 1966 studia prawnicze na Uniwersytecie Karola w Pradze. W 1967 zdał egzaminy, uzyskując uprawnienia sędziowskie. W 1966 podjął pracę jako aplikant sądowy w sądzie miejskim w Pradze. Od tegoż roku do 1969 należał do Komunistycznej Partii Czechosłowacji. Został też nauczycielem akademickim w katedrze prawa cywilnego na macierzystej uczelni, z której odszedł po upadku Praskiej Wiosny. Do 1989 praktykował jako prawnik. Brał udział w inicjatywach opozycyjnych wobec władzy komunistycznej. Był współtwórcą i sygnatariuszem Karty 77.
W 1989 współtworzył Forum Obywatelskie, po jego rozpadzie działał w Ruchu Obywatelskim, a w drugiej połowie lat 90. dołączył do Czeskiej Partii Socjaldemokratycznej. Od czerwca 1990 do lipca 1992 sprawował urząd wicepremiera Czechosłowacji w rządzie Mariána Čalfy, przewodniczył także rządowej radzie legislacyjnej. W 1992 powrócił do praktyki prawniczej, został też wykładowcą na wydziale stosunków międzynarodowych Wyższej Szkoły Ekonomicznej w Pradze. W latach 1996–2003 wchodził w skład Senatu, w którym m.in. przewodniczył komisji do spraw konstytucyjnych.
Od lipca 1998 do lipca 2002 był wicepremierem oraz przewodniczącym Rady Legislacyjnej w rządzie Miloša Zemana. Od października 2000 do lutego 2001 wykonywał także obowiązki ministra sprawiedliwości. W lipcu 2002 został członkiem gabinetu Vladimíra Špidli. Do sierpnia 2003 zajmował w nim stanowiska wicepremiera i ministra sprawiedliwości, w dalszym ciągu kierował też Radą Legislacyjną.
Został też przewodniczącym zrzeszenia czeskich prawników, a także członkiem rad naukowych wydziałów prawa na uniwersytetach w Pradze, Brnie i Ołomuńcu. W lipcu 2003 Senat zatwierdził jego powołanie w skład Sądu Konstytucyjnego. W sierpniu 2003 prezydent nominował go na sędziego i prezesa Sądu Konstytucyjnego. W sierpniu 2013 zaprzysiężony na drugą kadencję na funkcji prezesa tej instytucji.
Pavel Rychetský jest żonaty, troje dzieci. Jego ciotką była malarka i ilustratorka Helena Zmatlíková. Odznaczony Legią Honorową (2005) i Orderem Podwójnego Białego Krzyża III klasy (2021).